# جاناتان مارتینز پریرا
جاناتان مارتینز پریرا (انگلیسی: Jonathan Martins Pereira؛ زادهٔ ۳۰ ژانویهٔ ۱۹۸۶) بازیکن فوتبال اهل فرانسه است که در پست مدافع بازی می‌کرد.
از باشگاه‌هایی که در آن بازی کرده‌است می‌توان به باشگاه فوتبال لانس، باشگاه ورزشی آمیان، باشگاه فوتبال گنگام، باشگاه فوتبال نانت، باشگاه فوتبال تروا، باشگاه فوتبال آژاکسیو، و باشگاه فوتبال لوریان اشاره کرد.
وی همچنین در تیم ملی فوتبال زیر ۲۱ سال فرانسه بازی کرده‌است.